# Óstris

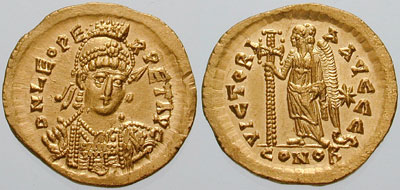
Soldo do imperador r.

Óstris (em grego: Όστρυς; romaniz.: Óstrys) foi um oficial militar bizantino de origem gótica do século V, que esteve ativo durante o reinado do imperador Leão I, o Trácio (r. 457–474). É citado pela primeira vez na década de 460, quando em 466/467 comandou ao lado do mestre dos soldados Áspar, Basilisco, Anagasto e Antêmio (r. 467–472) as tropas imperiais na Trácia contra uma invasão de hunos e godos liderada por Dengizico (r. 458–469). Seu posto é desconhecido embora provavelmente fosse um conde dos assuntos militares (comes rei militaris). Óstris desaparece das fontes pelos anos seguintes, reaparecendo em 471, como um conde no Oriente.
Por esta época atuava como um dos partidários góticos cortesões de Áspar na capital. Quando Áspar foi assassinado no mesmo ano sob ordens de Leão I, Óstris tentou vingar o falecido, aliando-se com Teodorico Estrabão, outro partidário do mestre dos soldados e também seu parente, e ambos atacaram o Grande Palácio de Constantinopla, mas foram derrotados pelos excubitores sob Basilisco e Zenão. Fugiram à Trácia e saquearam o campo da região.